# Черемошное (Белгородская область)
Черемошное — село в Белгородском районе Белгородской области. Входит в состав Яснозоренского сельского поселения (до 1977: Черемошанское). В селе проживает 543 жителей (2010).

## История
1695 год — дата первого упоминания села.
В 1837 году в селе, которое принадлежало Никольской волости, проживало 211 душ. В 1870 году по инициативе местного священника появилась сельская школа. В 1932 году в селе проживало свыше 2 тыс. человек. В годы коллективизации появился колхоз «Красная заря».

## Достопримечательности
Церковь Воскресения Христова.